# Nazionale maschile di hockey su ghiaccio della Bosnia ed Erzegovina
La nazionale di hockey su ghiaccio maschile della Bosnia ed Erzegovina è controllata dalla Federazione di hockey su ghiaccio della Bosnia ed Erzegovina, la federazione bosniaca di hockey su ghiaccio, ed è la selezione che rappresenta la Bosnia ed Erzegovina nelle competizioni internazionali di questo sport.